# Fortún (roi de Pampelune)
Pour les articles homonymes, voir Fortún et Garcés.
Fortuné de Pampelune ou Fortún Garcés, dit el Tuerto (le Borgne) ou el Monje (le Moine), né vers 826 et mort en 922, est le troisième roi de Pampelune et le dernier de la dynastie des Íñiguez (aussi appelée Arista). Son règne débute en 882 et prend fin à son abdication en 905.

## Biographie

### Jeunesse
Fortuné est le fils de Garcia Ier, roi de Pampelune, et d'Urraque, peut-être une fille du roi des Asturies, Ramire Ier. Il est donc le petit-fils d'Eneko Arista, premier roi de Pampelune, et le petit-neveu de Musa ibn Musa dit « le Grand » ou « le troisième roi d'Espagne », wali de Saragosse de la famille des Banu Qasi et demi-frère du précédent.
En 845, Fortuné épouse Aurea (Oria), dont les origines sont discutées, peut-être une princesse musulmane de la famille des Banu Qasi. Christian Settipani suggère trois origines possibles pour Aurea :
- une fille d'Oria bint Musa, fille de Musa ibn Musa, et de son époux García tué en 859. Ce dernier serait lui-même un fils de García Galíndez le Mauvais et de sa première épouse Matrona, fille d’Aznar Ier Galíndez, comte d'Aragon[3] ;
- une fille de García Galíndez le Mauvais et d'une deuxième Aurea, sa seconde épouse, fille d'Eneko Arista et sœur de García Ier de Navarre[3] ;
- une fille du comte d'Aragon Galindo Ier Aznárez et petite-fille d’Aznar Ier Galíndez et d’une troisième Aurea, qui pourrait être la fille du duc Loup II de Vasconie et la sœur de la dame Oneca ou Iñiga, mère d’Eneko Arista et de Musa ibn Musa[4].

En 860, Fortuné est fait prisonnier, avec sa fille Oneca, à Milagro lors d'une invasion menée par l'émir de Cordoue Muhammad Ier. Il reste prisonnier pendant vingt ans à Cordoue, où sa fille Oneca épouse l'émir Abd Allah ben Muhammad.

### Règne

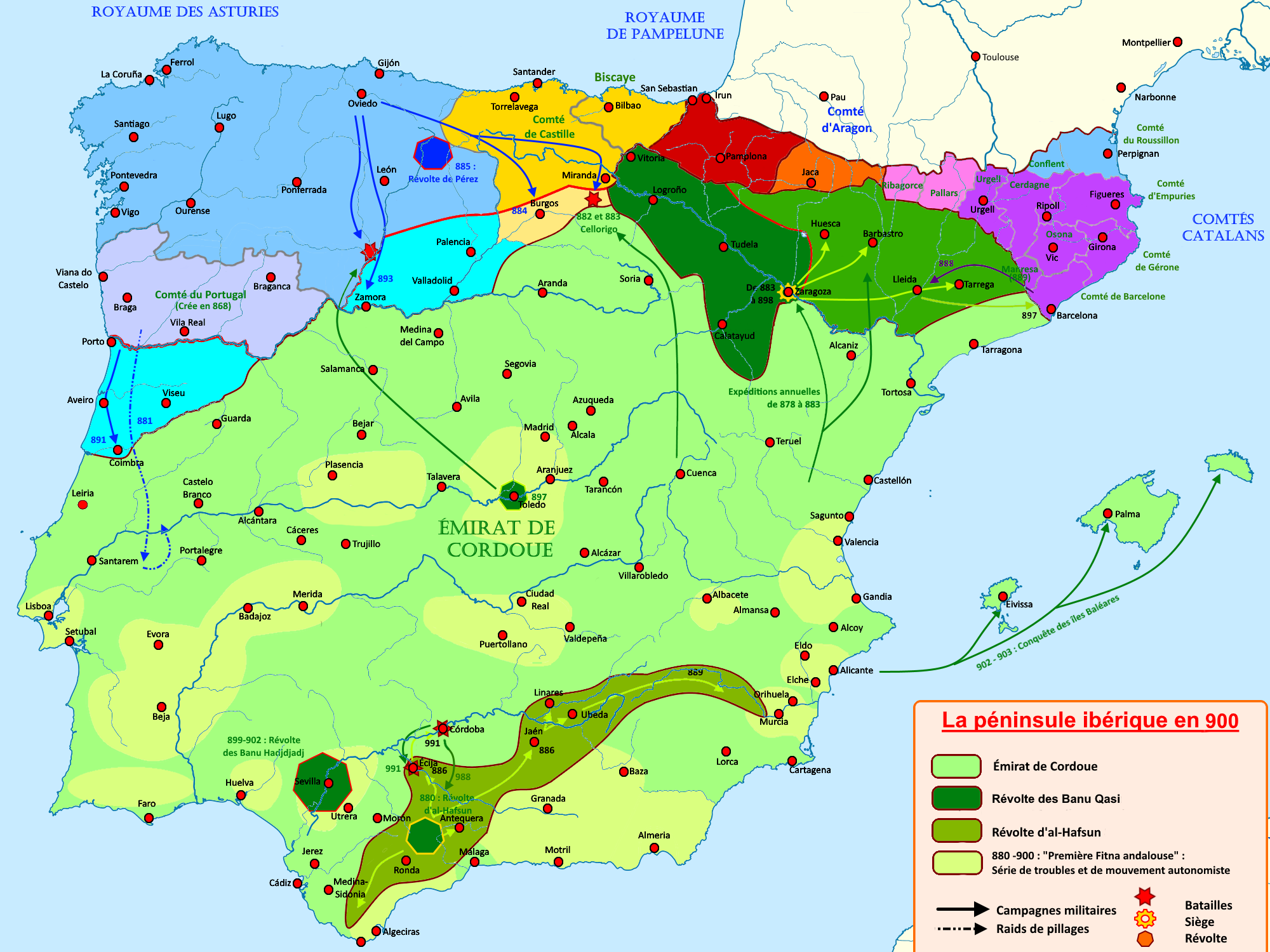
Le royaume de Pampelune et la péninsule ibérique de 875 à 900.

Fortuné retourne à Pampelune vers 882, peu après la mort de son père, tué lors de la défense du château d'Aibar, attaqué par les forces du wali de Saragosse, Muhammad ibn Lubb, lui aussi membre de la puissante famille des Banu Qasi. Muhammad ibn Lubb poursuit ses conquêtes dans la haute vallée de l'Èbre, s'assurant le contrôle de la sierra de Santo Domingo, de Tarazona, Tudela, Calahorra, Viguera et Nájera.
Fortuné a déjà presque 56 ans et il mène une politique de pacification, particulièrement vis-à-vis des Banu Qasi. Mais son action provoque le mécontentement d'une partie de la noblesse, qui soutient un renversement du pouvoir.

### Fin de règne et mort
En 905, Fortuné, qui a déjà presque 80 ans, est détrôné par son parent Sanche. Celui-ci, fils du comte García Jiménez, a de plus le soutien des princes voisins, parmi lesquels son oncle Raimond Ier, comte de Pallars et de Ribagorce, Galindo II, comte d'Aragon et Alphonse III, roi des Asturies.
Fortuné se retire au monastère de Leyre : il y gagne le surnom de « Moine ». Il meurt en 922,.

## Mariage et descendance
De l'union de Fortún et d'Aurea naîtront cinq enfants :
- Eneco (Iñigo) Fortúnez de Navarre († après 905), il épousa Sancha de Navarre, fille de García Jiménez de Navarre (postérité) ;
- Aznar Fortúnez de Navarre (postérité) ;
- Velasco Fortúnez de Navarre dont Jimena Velázquez épouse de Íñigo Garcés de Navarre ;
- Loup (Lope) Fortúnez de Navarre ;
- Oneca Fortúnez de Navarre (847) :
  - en 863, elle épousa l'émir de Cordoue Abd Allah ben Muhammad et fut la grand-mère du calife Abd al-Rahman III,
  - en 880, elle épousa son cousin Aznar Sánchez et fut la mère des reines Sancha et Toda de Navarre.

## Transmission du prénom Fortún
Le prénom Fortún étant très fréquent chez les Banu Qasi et les alliances nombreuses entre ceux-ci et la famille de Fortún Garcés (dynastie Arista), on pourrait penser que sa mère Urraca était une Banu Qasi. Cependant, Christian Settipani la rattache au royaume des Asturies et mentionne qu’Eneko Arista avait un frère nommé Fortún, grand-oncle de Fortún Garcés.
Cette situation suggère que les Arista et les Banu Qasi étaient déjà étroitement apparentés avant la conversion de ces derniers à l’islam. De ce fait, les deux maris de la dame Oneca ou Iñiga, mère d’Eneko Arista et de Musa ibn Musa, pouvaient être cousins ou proches parents.
Sa descendance se poursuit également en Al-Andalus où le fils de Muzna deviendra le calife de Cordoue Abd al-Rahman III.